# HD 31327
HD 31327，又名BD+35 930，SAO 57511、HR 1573，是一颗恒星，视星等为6.07，位于銀經168.14，銀緯-4.4，其B1900.0坐标为赤經4h 49m 39.4s，赤緯+36° -4.4′ 29″。